# Rögen (Coburg)

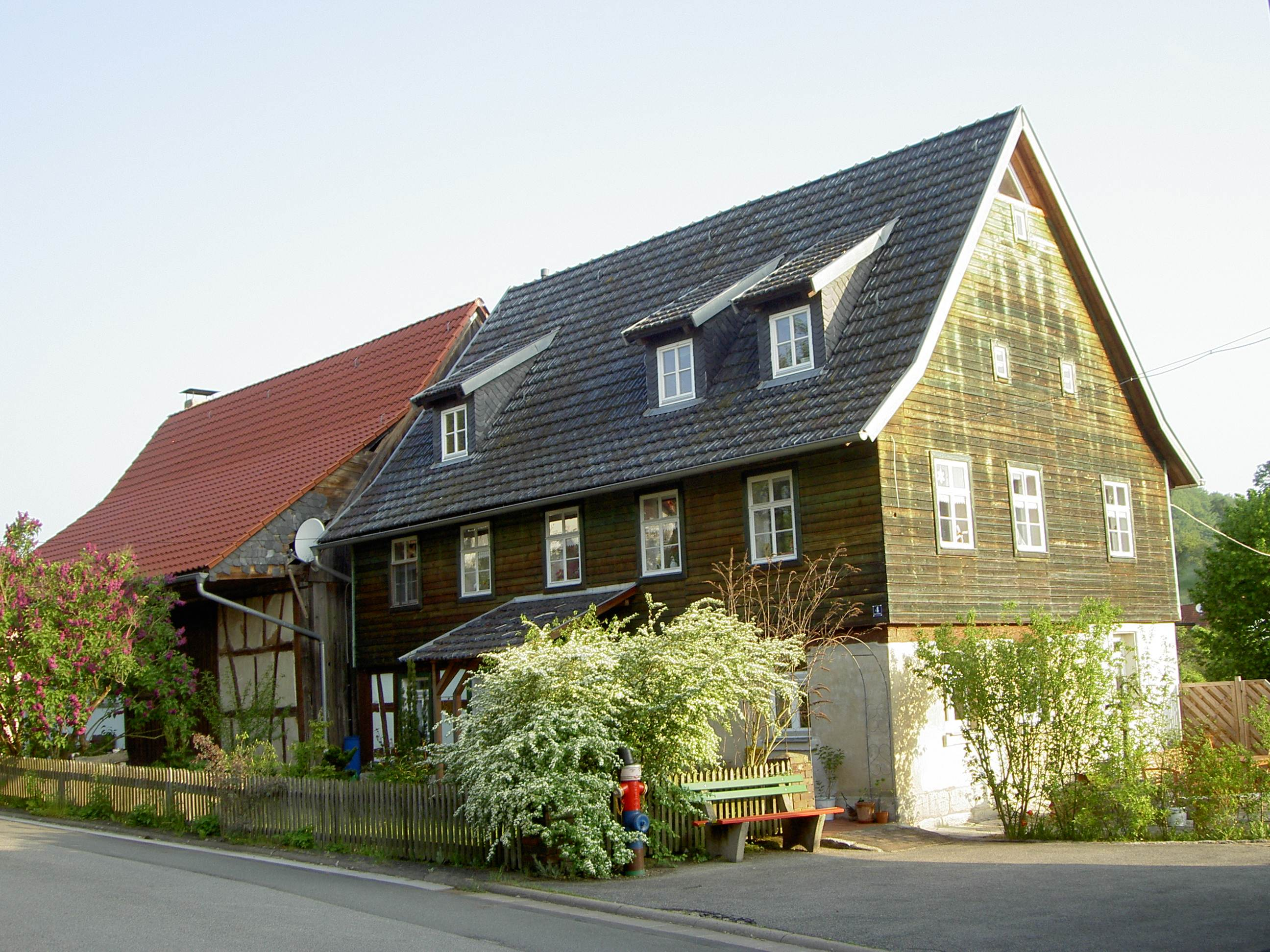
Bauernhaus von 1837

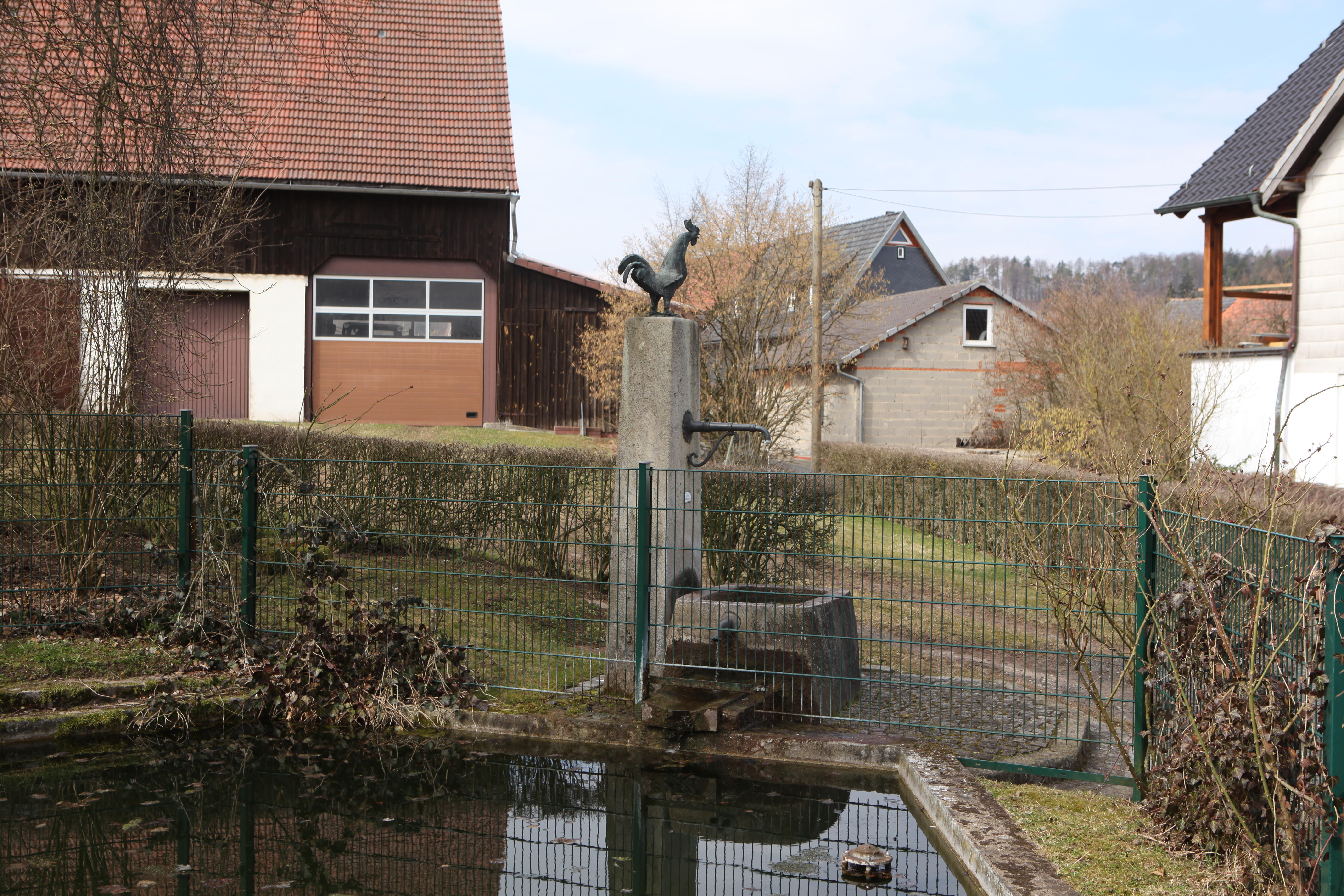
Gemeindebrunnen von 1954

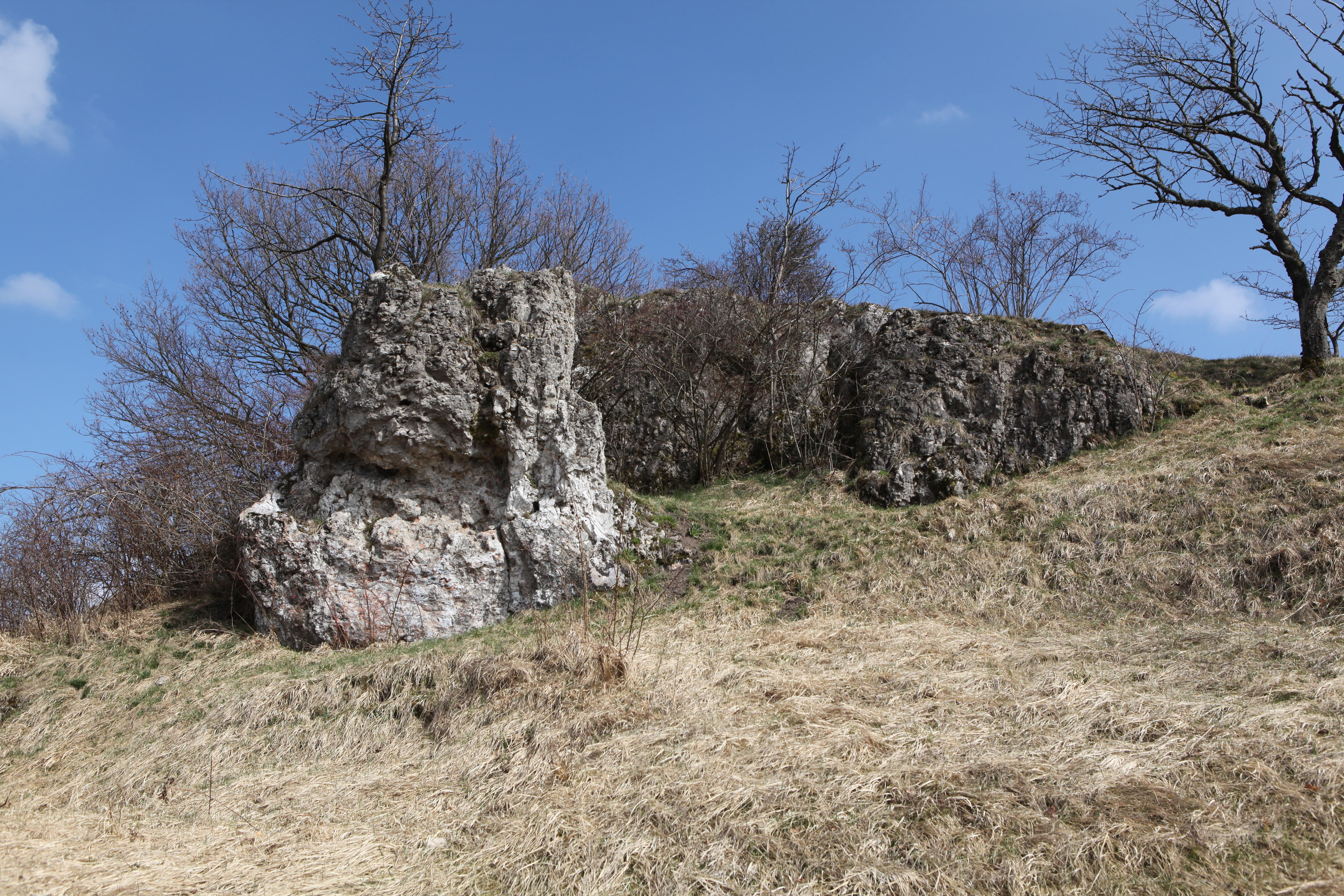
Achatfelsen

Rögen ist ein östlicher Stadtteil der oberfränkischen Stadt Coburg. 

## Geografie
Die Ortschaft grenzt an die Coburger Kernstadt, die  Stadtteile Cortendorf, Seidmannsdorf, Lützelbuch und Neu- und Neershof sowie an die Gemeinden Rödental und Grub am Forst. Am 30. Juni 2010 zählte Rögen 368 Einwohner, was eine Bevölkerungsdichte von 121 Einwohnern pro km² ergibt.
Rögen liegt im Motschental, das aus dem Bausenberg herausführt und im Norden vom 411 Meter hohen Lerchenberg und im Süden vom 406 Meter hohen Eichhölzlein begrenzt wird.

## Geschichte
Der vermutlich mittelalterliche Name wird auf den Namen eines unbekannten Roger oder Ruger zurückgeführt. Die erste urkundliche Erwähnung Rögens wird mit dem Verzeichnis über Besitzrechte des Grafen Berthold von Henneberg in der „Neuen Herrschaft“ auf das Jahr 1317 datiert. 1496 erwarb Albrecht von Brandenstein die Siedlung zusammen mit Lützelbuch von Valentin Schenk. Die Einwohner waren bis Anfang des 19. Jahrhunderts den Herren von Brandenstein lehnbar.
Nachdem anfänglich die Pfarrei Fechheim für Rögen kirchlich zuständig gewesen war, gehörte das Dorf ab 1517 zum Kirchspiel der Pfarrei Einberg. 1820 wurde Rögen nach Seidmannsdorf eingepfarrt.
Die in Einberg etwa um 1590 gebaute Schule war auch für die Schüler aus Rögen zuständig. Später bekam der Ort eine Hauslehrerstelle, anschließend war die Verbandsschule in Seidmannsdorf zuständig. Aufgrund einer großen Schülerzahl, 1885 gab es 20 Rögener und 64 Lützelbucher Kinder, errichteten die beiden Gemeinden in Lützelbuch eine gemeinsame Schule, die am 15. Mai 1884 eingeweiht und bis zum Schuljahr 1968/69 genutzt wurde.
Im Jahr 1783 bestand das Dorf aus 14 Häusern mit 72 Bewohnern, 1910 gab es 112, 1939 108 Einwohner und 1968 lebten 169 Einwohner in 33 Häusern. Am 1. Januar 1972 folgte mit 307 Hektar Gemeindefläche und 180 Einwohnern die Eingemeindung nach Coburg.

## Sehenswürdigkeiten
- Östlich von Rögen liegt auf einer etwa 390 Meter hohen Erhebung als Naturdenkmal ein geschützter Landschaftsbestandteil, der Trockenstandort „Achatfelsen“. Der Achat- oder Feuerfelsen besteht überwiegend aus einer Dolomit-Arkose, einem Relikt aus dem Sandsteinkeuper.[2] Die Erhebung wird vom Tunnel Feuerfelsen unterquert.

Siehe auch: Liste der Baudenkmäler in Coburg/Rögen